# JSR-94
JSR-94是Java规则引擎API的Java规范请求。它由Java Community Process (JCP)制定。定义了规则引擎的Java运行时API，使规则引擎可以通过简单的API被Java平台访问。这个标准提供了JSR-94的综览和如何让商业规则技术和Java应用程序结合运行。同时它也提供了开发基于规则的应用程序的示例代码。

## 实现
- Drools（英语：Drools）
- Hammurapi Rules
- ILOG（英语：ILOG） JRules
- Jess程序设计语言